# 生世話物
生世話物（きぜわもの）とは、歌舞伎の演目の一種。「生世話」「眞世話」ともいう。当時の町人の生態を描いた現代劇である「世話物」のなかでも特に写実的な演出、演技が濃いものをいう。歴史的資料としても価値が高い。

## 概要

### 演出の方法
主として舞台が商家、町人や農民の住居、遊郭、町中や田舎の一角などの場合に採用される。台詞回しや鳴物は従来のままだが、衣装、小道具、背景などはなるべく本物に近い物を使うことでリアリテイを強調する。また、当世風の言葉廻しや当時流行していた音楽、小物、風習などを使うこともあり、今日からでは貴重な風俗資料でもある。

### 発生と完成
18世紀末、初代並木五瓶が江戸に下り「五大力恋緘」「富岡恋山開」などの世話物で上方の写実的作風を移植、同じころの1792年（寛政4年）11月には、四代目岩井半四郎が「大船盛蝦顔見世」で、最下層の売春婦である切見世女郎の三日月おせんを演じ、江戸の劇壇に生世話物勃興の動きがおこる。そして19世紀はじめの化政期に、四代目鶴屋南北が登場する。南北は、一つの狂言で時代物と世話物の世界をないまぜにする作風で、時代物世話物に長じた七代目市川團十郎、実悪の五代目松本幸四郎、怪談劇に優れた三代目尾上菊五郎、美貌の立女形五代目岩井半四郎等名優に恵まれたこともあって、世話物の場面で当時の下層社会の生態をリアルに描く趣向をとった新しい形態の劇が生まれ、ここに生世話物のジャンルが確立された。南北の生世話物の代表作としては、「東海道四谷怪談」「絵本合法衢」「於染久松色読販」「謎帯一寸徳兵衛」「盟三五大切」「桜姫東文章」「心帯解色絲」などがあり、そのいくつかは今日の人気狂言でもある。

### 南北の例
- 「東海道四谷怪談」……「仮名手本忠臣蔵」の一エピソードという形として、主人公お岩の夫民谷伊左衛門が貧家で笠張内職を行い、隣家では裕福な武士が小判を洗う。

- 「桜姫東文章」……深窓の姫君が転落の果てに遊女になり、言葉遣いも庶民の言葉と御所言葉が合体する。

- 「時桔梗出世請状」二幕目……本来は時代物であるが、この場では、羽柴秀吉が軍兵の慰安のために遊郭を経営し、曽呂利新左衛門が落語を一席演じる。

- その他……役者も写実性を追求し、七代目市川團十郎は、武家屋敷で実際に目撃した下級武士の生態をヒントに伊右衛門の演出を工夫した。

### 幕末以降
幕末期には生世話物は三代目瀬川如皐などを経て、河竹黙阿弥によって洗練される。黙阿弥は写実を徹底させ、名優四代目市川小團次、三代目澤村田之助らの活躍で「都鳥廓白浪」、「三人吉三廓初買」、「鼠小紋東君新形」、「勧善懲悪覗機関」「処女翫浮名横櫛」など市井の人々の哀歓を綴った名作が作られた。彼の生世話物には南北に見られる猥雑さは影をひそめ、抒情性や様式美に重点が置かれているのが特徴で、明治期になるとそれはより顕著になる。
そんなときに黙阿弥と提携した五代目尾上菊五郎は若年期に小團次の薫陶を受けており、後継者として生世話物の伝統を守り続けた。旧作の上演を行う一方、新作でも、散切物で新時代の様を舞台に表そうとしたり、「神明恵和合取組」では、住居の再現に町火消のめ組関係者から子細な聞き取りを行い、「盲長屋梅加賀鳶」の按摩道玄の衣装を町の古着屋から買い求めるなど、リアリズムを追求する姿勢は最後まで崩さなかった。

## 名優たちの生世話物
明治以降は以下の歌舞伎役者が、それぞれ当たり役をもって、生世話物の神髄を観客に堪能させた。
- 五代目尾上菊五郎……「東海道四谷怪談」お岩・小平・与茂七、「盲長屋梅加賀鳶」の道玄・梅吉、「梅雨小袖昔八丈」の髪結新三、「神明恵和合取組」の辰五郎

- 六代目尾上菊五郎……「盲長屋梅加賀鳶」の道玄・梅吉、「梅雨小袖昔八丈」の新三、「四千両小判梅葉」の富蔵

- 初代中村吉右衛門……「極付幡随長兵衛」の幡随長兵衛、「四千両小判梅葉」の藤十郎、「三人吉三廓初買」のお坊吉三

- 二代目市川左團次……「勧善懲悪覗機関」の村井長庵、「東海道四谷怪談」の直助權兵衛、「三人吉三廓初買」の和尚吉三、「絵本合法衢」の立場の太平次

- 六代目尾上梅幸……「東海道四谷怪談」お岩・小平・与茂七、「与話情浮名横櫛」のお富、「小袖曽我薊色縫」の十六夜

- 十五代目市村羽左衛門……「東海道四谷怪談」の民谷伊右衛門、「小袖曽我薊色縫」の清心、「与話情浮名横櫛」の与三郎、「神明恵和合取組」の辰五郎、「三人吉三廓初買」のお嬢吉三

- 四代目尾上松助……「東海道四谷怪談」の按摩宅悦、「与話情浮名横櫛」の蝙蝠安、「梅雨小袖昔八丈」の家主長兵衛

戦後は、六代目中村歌右衛門、十七代目中村勘三郎、松本白鸚らの名優のほか、二代目尾上松緑、七代目尾上梅幸らの菊五郎劇団と二代目中村翫右衛門、二代目河原崎長十郎、五代目河原崎国太郎らの前進座が南北、黙阿弥などの生世話物を積極的に上演し、現在に伝えた。